# Kowalskie Pole
Kowalskie Pole (deutsch Wotterlack) war ein Ort in der polnischen Woiwodschaft Ermland-Masuren. Seine Ortsstelle gehört heute zur Landgemeinde Górowo Iławeckie (Landsberg) im Powiat Bartoszycki (Kreis Bartenstein), bis 1945 im Kreis Preußisch Eylau in Ostpreußen.

## Geographische Lage
Die Ortsstelle von Kowalskie Pole resp. Wotterlack liegt im Nordwesten der Woiwodschaft Ermland-Masuren, 17 Kilometer südwestlich der früheren und heute auf russischem Territorium gelegenen Kreisstadt Preußisch Eylau (russisch Bagrationowsk) bzw. 26 Kilometer westlich der jetzigen Kreismetropole Bartoszyce (deutsch Bartenstein).

## Geschichte
Gegründet wurde Wotterlack vor 1590. Der kleine Gutsort war ein Vorwerk von Worlack (polnisch Worławki) und gehörte nach 1819 zum ostpreußischen Kreis Preußisch Eylau im Regierungsbezirk Königsberg. Im Jahre 1910 zählte Wotterlack neun Einwohner.
Als am 30. September 1928 der Gutsbezirk Worlack in die Landgemeinde Buchholz (polnisch Bukowiec) eingegliedert wurde, wurde Wotterlack eine Ortschaft nun eben dieser Gemeinde.
Als 1945 in Kriegsfolge das gesamte südliche Ostpreußen an Polen abgetreten wurde, erhielt Wotterlack die polnische Namensform „Kowalskie Pole“. Der Ort scheint nicht mehr regulär besiedelt worden zu sein und galt schon bald als verlassen. Heute wird er offiziell nicht mehr genannt und gilt als untergegangen. Seine Ortsstelle liegt in der Gmina Górowo Iławeckie (Landgemeinde Landsberg) im Powiat Bartoszycki (Kreis Bartenstein), 1975 bis 1998 der Woiwodschaft Olsztyn, seither der Woiwodschaft Ermland-Masuren zugehörig.

## Religion
Bis 1945 war Wotterlack ein Kirchspielort der evangelischen Kirche Buchholz (Ostpreußen) in der Kirchenprovinz Ostpreußen der Kirche der Altpreußischen Union.

## Verkehr
Die nicht mehr erkennbare Ortsstelle von Kowalskie Pole ist über eine Landwegverbindung von Worławki aus zu erreichen.